# 奧蘭布拉
21°37′59″S 47°03′20″W / 21.63306°S 47.05556°W

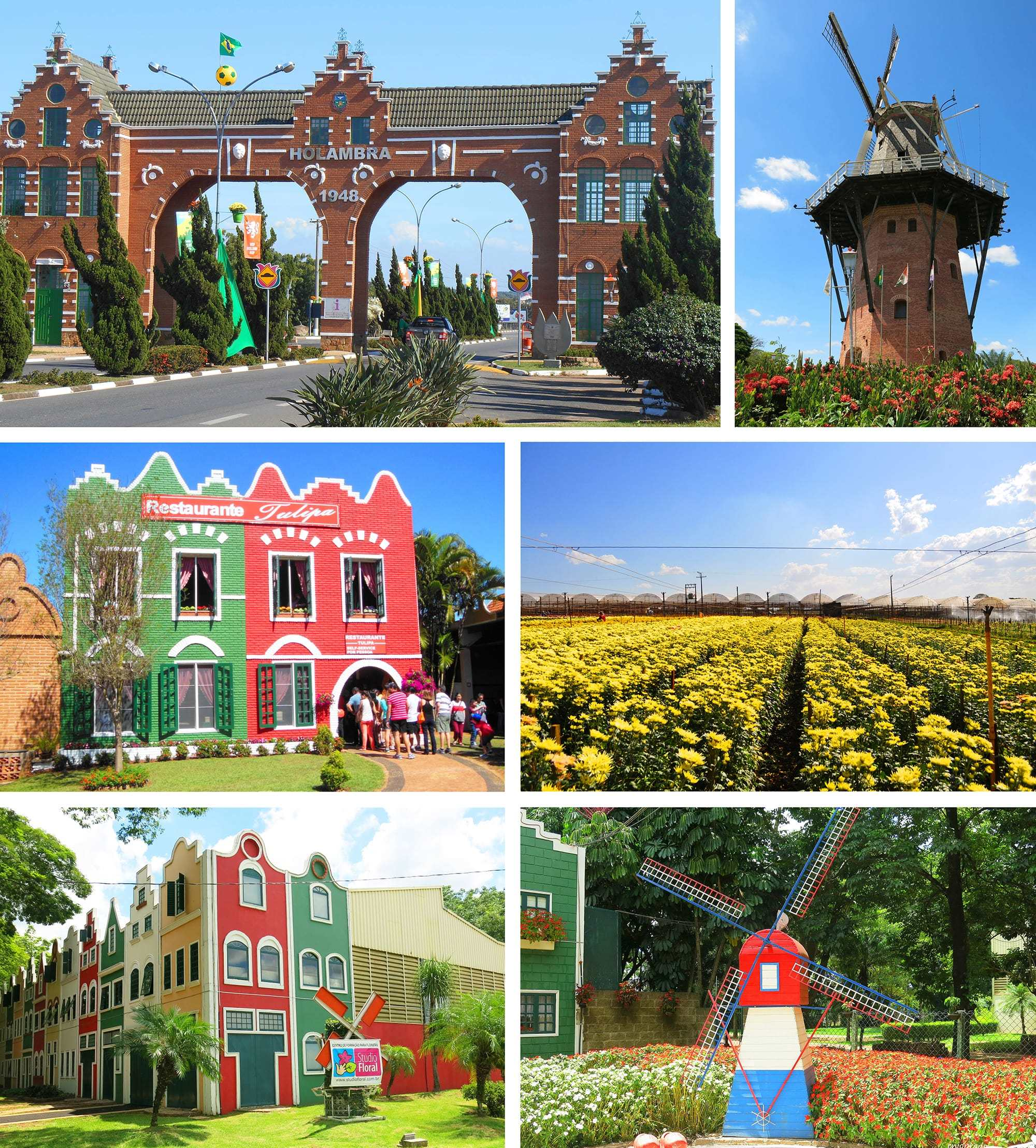
奧蘭布拉

奧蘭布拉（葡萄牙語：Holambra）是巴西的城鎮，位於該國南部，由聖保羅州負責管轄，始建於1991年10月27日，面積64平方公里，海拔高度600米，2010年人口11,292，人口密度每平方公里175.68人。